# セッティモ・ヴィットーネ
セッティモ・ヴィットーネ（伊: Settimo Vittone）は、イタリア共和国ピエモンテ州トリノ県にある、人口約1,500人の基礎自治体（コムーネ）。

## 地理

### 位置・広がり

#### 隣接コムーネ
隣接するコムーネは以下の通り。括弧内のAOはヴァッレ・ダオスタ州、BIはビエッラ県所属を示す。
- アンドラーテ
- ボルゴフランコ・ディヴレーア
- カレーマ
- ドナート (BI)
- グラーリア (BI)
- リリアーヌ (AO)
- ノマーリオ
- クアッソーロ
- クインチネット
- タヴァニャスコ

## 行政

### 分離集落
セッティモ・ヴィットーネには、以下の分離集落（フラツィオーネ）がある。
- Cesnola, Torredaniele, Montestrutto